# IT-Ziviltechniker
IT-Ziviltechniker ist die Kurzbezeichnung für Ziviltechniker, die die übergeordnete Berufsbezeichnung „Ingenieurkonsulenten für Informationstechnologie“ tragen dürfen. Zu den Ingenieurkonsultenen für Informationstechnologie zählen zB. folgende Befugnisse:
- Angewandte Informatik
- Computertechnik
- Informatik
- Informationsmanagement
- Informationsmanagement und Computersicherheit
- Informationstechnik und Systemmanagement
- Informationstechnologie
- Informationstechnologie und Telekommunikation
- Medizinische Informatik
- Medizinische Informationstechnik
- Präzisions System- und Informationstechnik
- Softwareentwicklung – Wirtschaft
- Telematik
- Telekommunikation und Medien
- Telekommunikationstechnik und -systeme
- Wirtschaftsinformatik
- Wirtschaftsingenieurwesen für Informatik
- Wirtschaftstelematik